# Улица Академика Векшинского
Улица Акаде́мика Ве́кшинского — улица на юго-западе Москвы в районе Котловка ЮЗАО от улицы Ремизова.

## Происхождение названия
Проектируемый проезд № 738 получил название улица Академика Векшинского в ноябре 2016 года. Улица получила имя советского учёного в области электровакуумной техники академика С. А. Векшинского (1896—1974). Недалеко от улицы расположен НИИ вакуумной техники, носящий имя Векшинского (Нагорный проезд, 7).

## Описание
Улица начинается от улицы Ремизова в месте её пересечения с Севастопольским проспектом, проходит на северо-восток вдоль поймы реки Коршунихи до Проектируемого проезда № 1778.